# Municipio de Norton (Dakota del Norte)
El municipio de Norton (en inglés: Norton Township) es un municipio ubicado en el condado de Walsh en el estado estadounidense de Dakota del Norte. En el año 2010 tenía una población de 69 habitantes y una densidad poblacional de 0,74 personas por km².

## Geografía
El municipio de Norton se encuentra ubicado en las coordenadas 48°19′45″N 97°58′52″O / 48.32917, -97.98111. Según la Oficina del Censo de los Estados Unidos, el municipio tiene una superficie total de 92.78 km², de la cual 92,49 km² corresponden a tierra firme y (0,32 %) 0,3 km² es agua.

## Demografía
Según el censo de 2010, había 69 personas residiendo en el municipio de Norton. La densidad de población era de 0,74 hab./km². De los 69 habitantes, el municipio de Norton estaba compuesto por el 97,1 % blancos, el 1,45 % eran amerindios y el 1,45 % eran de una mezcla de razas. Del total de la población el 1,45 % eran hispanos o latinos de cualquier raza.